# Берегове (станція)
Бе́регове — вантажна залізнична станція 4-го класу Ужгородської дирекції Львівської залізниці на неелектрифікованій лінії Батьово — Солотвино І між станціями Косини (16 км) та Боржава (9 км). Розташована у місті Берегове Берегівського району Закарпатської області.
Поряд зі станцією бере початок вузькоколійна залізниця Берегове — Хмільник — Іршава.

## Історія
Станція відкрита 24 жовтня 1872 року у складі залізниці Чоп — Королево.

## Пасажирське сполучення

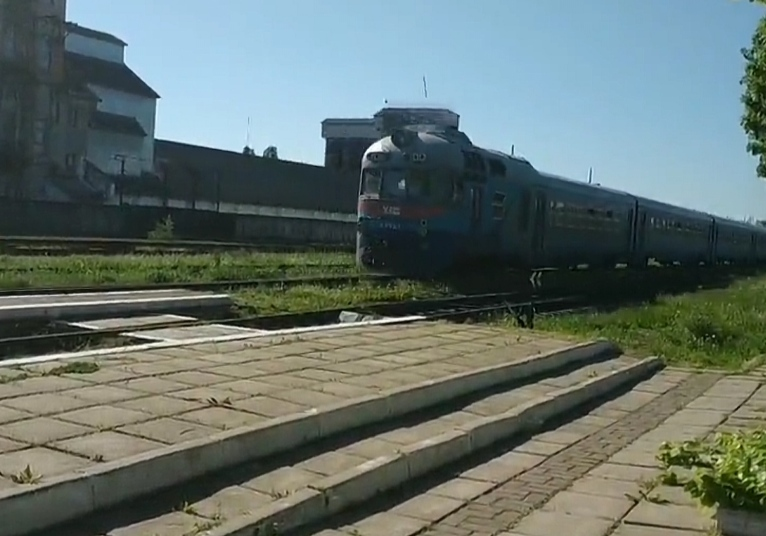
Дизель-поїзд на станції Берегове

На станції здійснюють зупинку поїзди далекого та приміського сполучення.